# 3 (cifră)

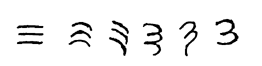
Evoluția glifei 3

3 (cifra trei) este un semn cu care se notează numărul cardinal trei.

## În matematică
- Este cel mai mic număr prim impar
- Este un număr prim Mersenne.[1]
- Este un număr harshad în baze mai mari ca 2.[2]
- Este un număr Heegner.[3][4]

## Religie
Există mai multe sfinte treimi: în creștinism, taoism, Wicca, budism și în hinduism.
Există trei religii avraamice: islam, creștinism și iudaism.

## Alte domenii
- După 3 ani de căsătorie este aniversată nunta de piele.[5]